# 小野市うるおい交流館エクラ
小野市うるおい交流館エクラ（おのしうるおいこうりゅうかんエクラ）は兵庫県小野市にある多目的ホール・エクラホールを中核とする公立の文化交流施設。2005年3月20日にオープンした。建物は2010年度公共建築賞優秀賞受賞。指定管理者特定非営利活動法人北播磨市民活動支援センターが管理運営を行っている。

## 施設
- エクラホール - 音楽コンサートを主用途とするシューボックス型の多目的ホール。全502席、楽屋を備える。
- ハートフルサロン - 直径26メートル・高さ11メートルの円筒形サロン。壁面ガラス張り・2階総吹き抜けの開放感あるスペースで、ギャラリーやコンサート会場としても利用できる。喫茶コーナー「カフェ・ド・アルシェ」を備える。
- ホワイエ
- 大会議室 - 144席
- 中会議室 - 定員36名
- 特別会議室 - 定員19名
- サークル室
- スタジオ
- 事務所
- 託児ルーム

## 建築概要
- 設計 - 佐藤総合計画
- 竣工 - 2005年

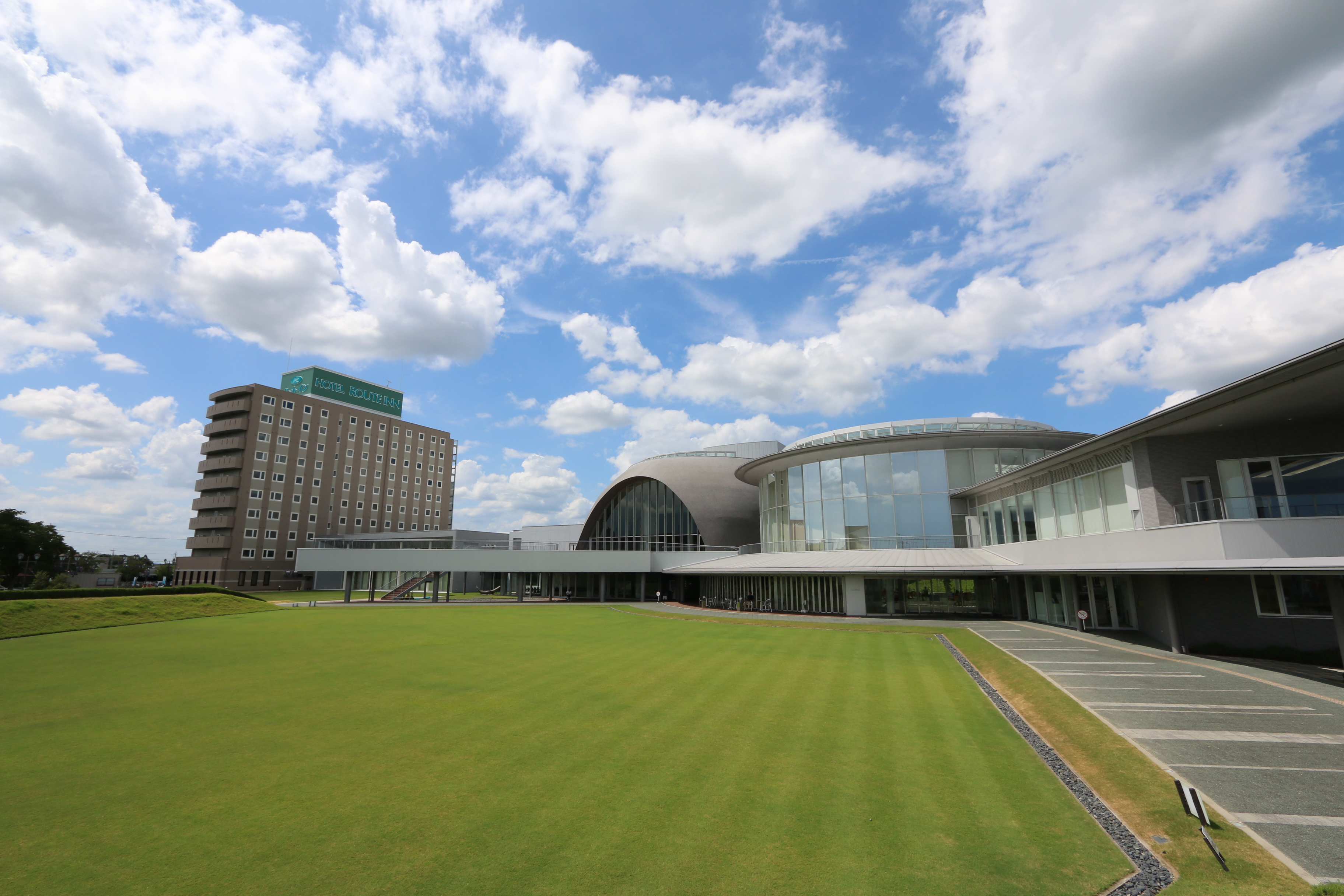
外観

- 構造・規模 - 地上2階建て、RC（一部鉄骨）造
- 床面積 - 5683平方メートル
- 受賞歴 - 2010年度 公共建築賞優秀賞

## 交通アクセス
- 神戸電鉄粟生線 小野駅から、らんらんバスで約7分、エクラ前下車、徒歩0分
- JR加古川線 市場駅から、らんらんバスで約14分、エクラ前下車、徒歩0分

## 周辺
- 浄土寺